# Ferdinand Heim
Ferdinand Heim (27 de febrero de 1895 - 14 de noviembre de 1977) fue un oficial alemán que participó en las Primera y Segunda Guerras Mundiales. Es recordado por haber sido utilizado por Hitler como "chivo expiatorio" por el desastre de la batalla de Stalingrado.

## Biografía
Ferdinand Heim nació en Reutlingen, Alemania, en 1895. Se unió al Ejército Imperial en junio de 1914 y participó en la Primera Guerra Mundial, alcanzando el grado de Teniente en febrero de 1915.
Heim era Oberst al inicio de la Segunda Guerra Mundial. Después de la batalla de Francia, Heim fue nombrado Jefe del Estado Mayor del 6.º Ejército, en reemplazo del teniente general Friedrich Paulus. Heim conservó este cargo hasta abril de 1942, cuando fue nombrado Comandante de la 14.ª División Panzer.
El mayor general Heim llevó a su división hacia Stalingrado, donde sufrió enormes bajas en el sector de la fábrica de tractores de la ciudad.
El 30 de agosto recibió la Cruz de Caballero.
A inicios de noviembre, el teniente general Heim recibió el mando del XXXXVIII Cuerpo Panzer, que estaba conformado por su 14.ª División Panzer, la 22.ª División Panzer y la 1.ª División Panzer rumana, así como un batallón antitanque y otro de artillería motorizada. Esta enorme fuerza era en realidad una sombra de lo que debía haber sido: tanques ligeros, falta de combustible y menos de un centenar de tanques modernos operativos crearon enormes problemas que serían ignorados por el Alto Mando Alemán.
En efecto, en los mapas militares de Hitler, el Cuerpo de Heim era una poderosa fuerza que debía proteger el flanco izquierdo del 6.º Ejército, que estaba luchando en Stalingrado. Por esta razón, Hitler envió al XXXXVIII Cuerpo Panzer a enfrentarse al 5.º Ejército de Tanques soviético. La debilidad de las fuerzas de Heim condenó al fracaso las acciones del mismo.
El 19 de noviembre, Hitler fue informado del fracaso de Heim en detener la ofensiva soviética, que terminó destruyendo al 6.º Ejército, y ordenó su arresto inmediato. Heim fue relevado de su mando el 26 de noviembre y desde entonces estuvo encarcelado en la prisión militar de Moabit, Berlín, aunque en abril de 1943 fue trasladado a un hospital.
El 16 de agosto de 1943, Heim fue liberado, pero fue retirado del Ejército alemán.
El 1 de agosto de 1944, el teniente general Heim fue llamado desde su retiro forzoso para ser designado comandante de Boulogne-sur-Mer, una posición que ya estaba perdida. El 23 de septiembre rindió la ciudad y fue hecho prisionero de guerra por los canadienses.
El 12 de mayo de 1948 fue liberado y regresó a Alemania, muriendo en Ulm.